# Riocito
Riocito es una pequeña localidad del Departamento Coronel Pringles, provincia de San Luis, Argentina. 
Se encuentra al pie de las sierras de San Luis, a escasa distancia de la localidad de El Trapiche, y es la sede de la Fiesta Provincial de la Piedra Laja.

## Población
Cuenta con 83 habitantes (Indec, 2010), lo que representa un descenso del 28% frente a los 115 habitantes (Indec, 2001) del censo anterior.
| Gráfica de evolución demográfica de Riocito entre 1991 y 2010 |
|                                                               |
| Fuente: Censos nacionales del INDEC                           |

- Datos: Q7335395